# Kakinada (Distrikt)
Der Distrikt Kakinada (Telugu కాకినాడ జిల్లా) ist ein Verwaltungsdistrikt im indischen Bundesstaat Andhra Pradesh. Verwaltungssitz ist die namensgebende Stadt Kakinada. Der Distrikt wurde 2022 gebildet.

## Lage und Klima

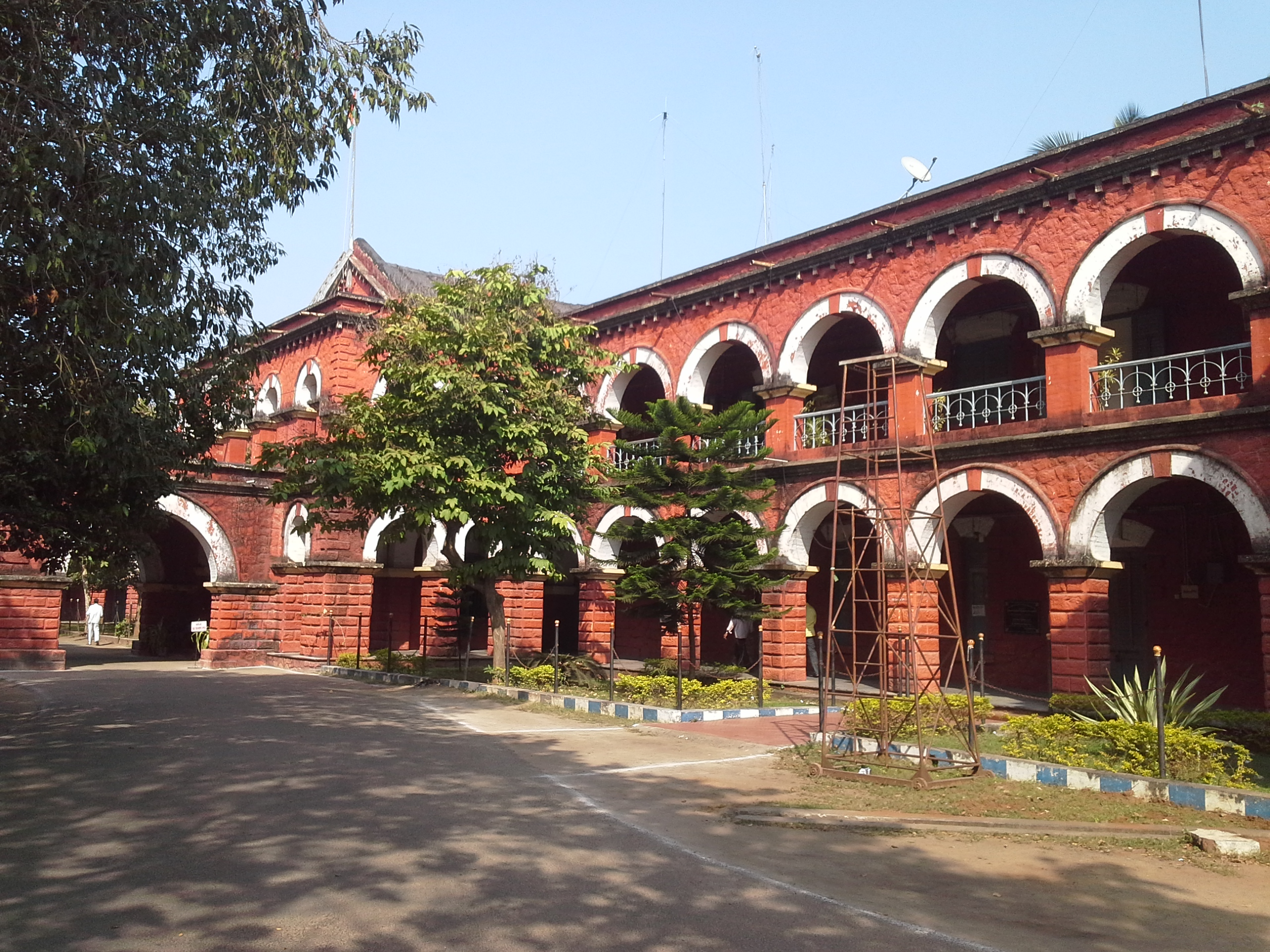
Gebäude der Distriktverwaltung in Kakinada aus dem Jahr 1906

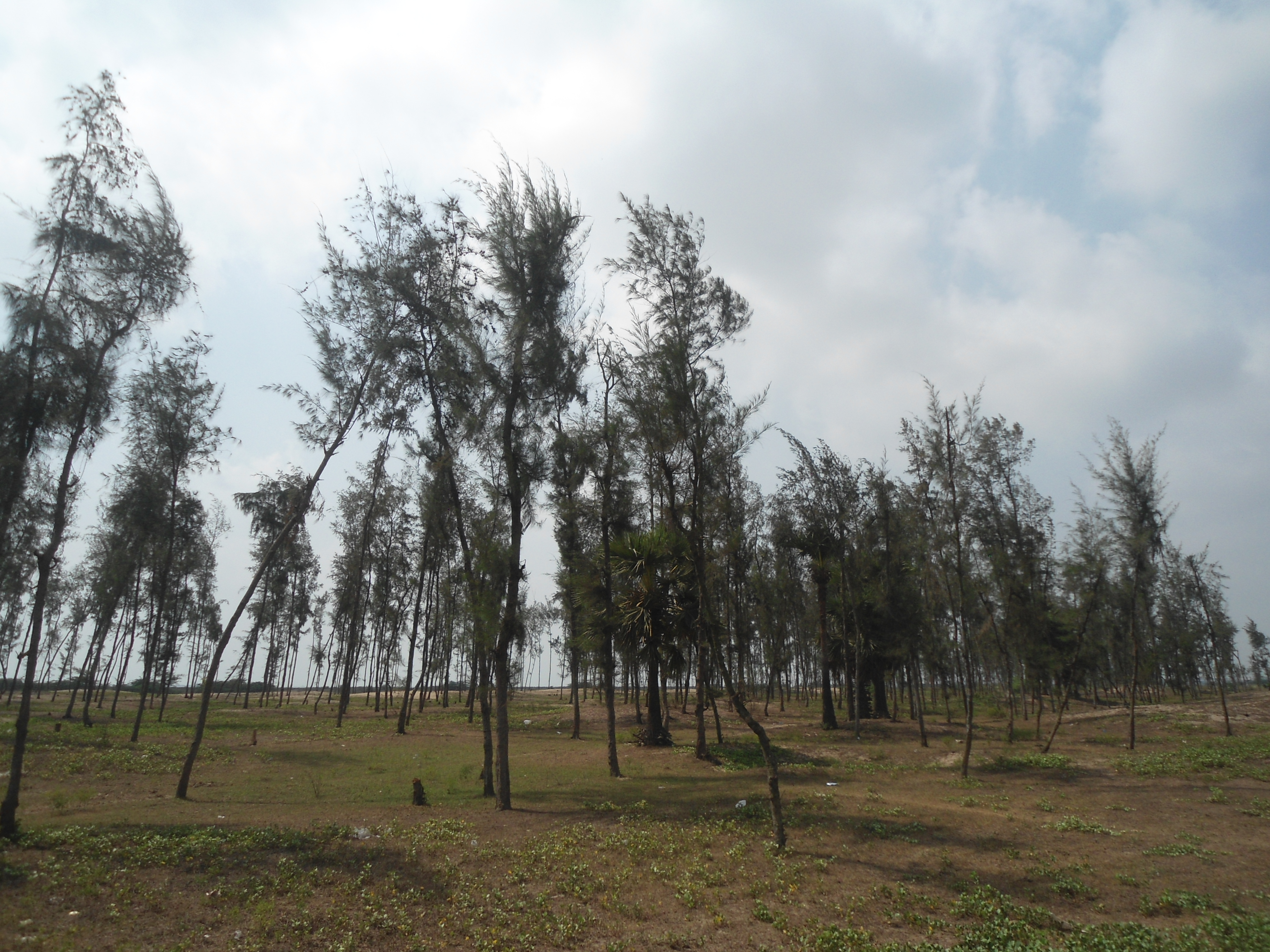
Kasuarinen-Waldung am Strand von Vakalapudi

Der Distrikt liegt an der nördlichen Küste Andhra Pradeshs zum Golf von Bengalen. Die angrenzenden Distrikte sind Anakapalli im Nordosten, Alluri Sitharama Raju im Norden und Nordwesten, East Godavari im Westen und Konaseema im Süden und Südwesten. Im Südosten umschließt das Distriktgebiet im Mandal Thallarevu den Distrikt Yanam des Unionsterritorium Puducherry. Im Süden grenzt der Distrikt an den Hauptmündungsarm des Godavari-Flusses.
Physiogeographisch hat der Distrikt im Süden Anteil am Godavari-Delta. Er besteht überwiegend aus einer flachen Küstenebene, die weiter inlandwärts in Hügelland, gebildet von Ausläufern der Ostghats, übergeht. Dieses Hügelland ist zum Teil von Gestrüpp und zum Teil von Wald bedeckt.
Das Klima ist tropisch und vom Monsun geprägt. Der Südwestmonsun, der von Juli bis etwa zur zweiten Oktoberhälfte andauert, bringt den größten Teil des Jahresniederschlags von etwa 1217 mm mit sich. Die höchsten Temperaturen werden mit etwa 35 bis 37 °C in den Monaten April und Juni erreicht, und die niedrigsten Temperaturen sind mit etwa 20 °C in den Monaten Dezember und Januar zu erwarten. Während des Tages ist die Windrichtung vorwiegend landeinwärts und nachts in umgekehrter Richtung. Gelegentlich wird die Region von tropischen Zyklonen, die sich über dem Indischen Ozean ausbilden, heimgesucht.

## Geschichte
Der Distrikt wurde am 4. April 2022 im Rahmen einer Distriktneugliederung Andhra Pradeshs aus Teilen des Distrikts East Godavari neu gebildet. Er umfasste elf Mandals der Division Peddapuram, neun Mandals der Division Kakinada und ein Mandal der Division Ramachandrapuram von East Godavari. Der neue Distrikt wurde nach seiner designierten Distrikthauptstadt Anakapalli benannt.

## Bevölkerung
Da der Distrikt zum Zeitpunkt des Zensus 2011 als Verwaltungseinheit noch nicht existierte, lassen sich demographische Kennzahlen nur aus den Daten der einzelnen Mandals des Distrikts East Godavari indirekt berechnen. Demnach lebten 2011 im Gebiet des späteren Distrikts 2.092.374 Personen (1.042.307 männlich, 1.050.067 weiblich). Die Bevölkerungsdichte betrug 693 Einwohner je km² (bei einer Distriktfläche von 3019,79 km²).
1.261.867 Personen konnten lesen und schreiben (657.086 männlich, 604.781 weiblich). 1.274.083 Personen lebten in ländlichen und 818.291 in städtischen Siedlungen. Der Urbanisierungsgrad war mit 39,1 % vergleichsweise hoch. 331.103 Personen waren Angehörige registrierter unterprivilegierter Kasten (scheduled castes) und 30.803 Angehörige der registrierten indigenen Stammesbevölkerung (scheduled tribes, Adivasi). In religiöser Hinsicht war der Distrikt sehr homogen: 2.024.974 Hindus, 30.712 Muslime, 29.362 Christen, 214 Sikhs, 132 Buddhisten, 1687 Jains, 106 Angehörige anderer Religionen und 5187 ohne Angabe.

## Verwaltungsgliederung

### Mandals
Im Jahr 2023 war der Distrikt in zwei Divisionen und 21 Mandals unterteilt.
- Division Peddapuram mit den 11 Mandals Peddapuram, Jaggampeta, Gandepalli, Kirlampudi, Tuni, Thondangi, Kotananduru, Prathipadu, Sankhavaram, Yeleswaram, Rowthulapudi
- Division Kakinada mit den 10 Mandals Samalkota, Pithapuram, Gollaprolu, U. Kothapalli, Karapa, Kakinada Rural, Kakinada Urban, Kajuluru, Thallarevu, Pedapudi.

### Städtische Siedlungen
Im Jahr 2023 wies der Distrikt eine Municipial Corporation, vier Municipalities und zwei Nagar Panchayats auf.

## Besonderheiten

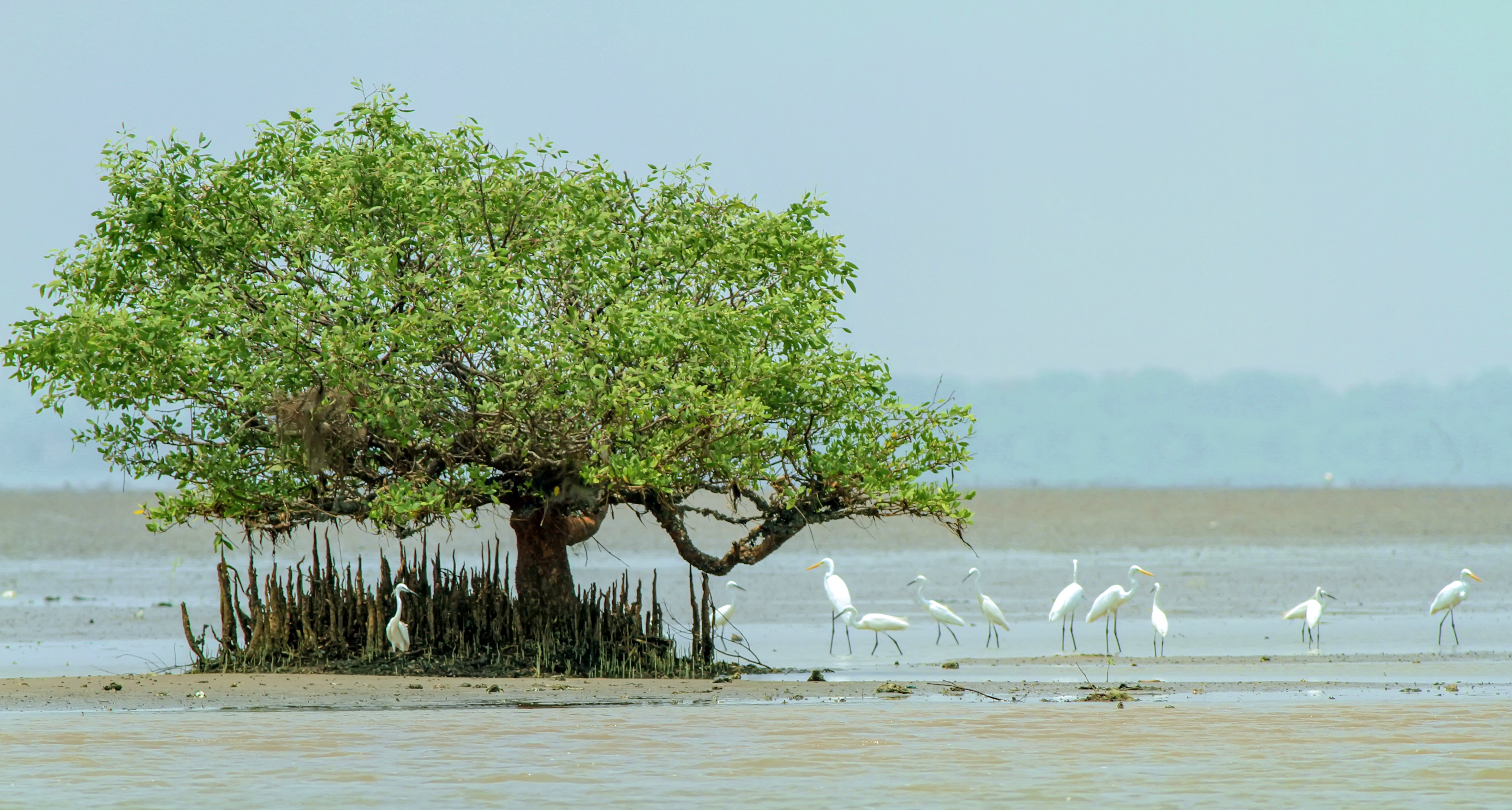
Im Coringa-Naturschutzgebiet

Der Distrikt weist einige überregional bekannte Tempel auf, die Pilgertouristen anziehen. Am bekanntesten ist der Sri Veera Venkata Satyanarayana Swamy-Tempel im Ort Annavaram, der Veera Venkata Satyanarayana, einer Inkarnation Vishnus gewidmet ist. Im Bereich des Godavari-Deltas befindet sich das 235,7 km² große Coringa-Naturschutzgebiet, das die größten zusammenhängenden Mangrovenwälder in Andhra Pradesh aufweist.